# Gobryas (fils de Darius Ier)
 (octobre 2014).
Si vous disposez d'ouvrages ou d'articles de référence ou si vous connaissez des sites web de qualité traitant du thème abordé ici, merci de compléter l'article en donnant les références utiles à sa vérifiabilité et en les liant à la section « Notes et références ».
Gobryas est un prince perse. Il est le second fils du roi Darius Ier et de la reine Artystonè.
Il a 15 frères : 
- Arsamès ;
- Ariamenes ;
- Xerxès Ier ;
- Masistès ;
- Hystaspès ;
- Ariomardos ;
- Abrocomès ;
- Hypérantès ;
- Artobarzanès ;
- Ariabignès ;
- Arsamenes ;
- Istin ;
- Pandusassa.

Il a 3 sœurs : 
- Artazostre ;
- Candravarna ;
- Mandane, parfois identifiée à Sandauce .